# (37930) 1998 FG123
1998 FG123 (asteroide 37930) é um asteroide da cintura principal. Possui uma excentricidade de 0.15959490 e uma inclinação de 13.33405º.
Este asteroide foi descoberto no dia 20 de março de 1998 por LINEAR em Socorro.